# Division Élite 2012
La Division Élite 2012 è la 31ª edizione del campionato di football americano di primo livello, organizzato dalla FFFA.

## Squadre partecipanti
| Club                           | Città               | Stadio | Sponsor ufficiale | Risultato nella stagione 2011 |
| ------------------------------ | ------------------- | ------ | ----------------- | ----------------------------- |
| Argonautes d'Aix-en-Provence   | Aix-en-Provence     |        |                   |                               |
| Black Panthers de Thonon       | Thonon-les-Bains    |        |                   |                               |
| Centaures de Grenoble          | Grenoble            |        |                   |                               |
| Cougars de Saint-Ouen-l'Aumône | Saint-Ouen-l'Aumône |        |                   |                               |
| Dauphins de Nice               | Nizza               |        |                   |                               |
| Flash de La Courneuve          | La Courneuve        |        |                   |                               |
| Molosses d'Asnières            | Asnières-sur-Seine  |        |                   |                               |
| Spartiates d'Amiens            | Amiens              |        |                   |                               |

## Stagione regolare

### Calendario

#### 1ª giornata
| 4 febbraio 2012 | Flash de La Courneuve | 21 – 6 (7-0 7-0 0-0 7-6) | Molosses d'Asnières |  |

| 4 febbraio 2012 | Dauphins de Nice | 28 – 29 | Black Panthers de Thonon |  |

#### 2ª giornata
| 12 febbraio 2012 | Cougars de Saint-Ouen-l'Aumône | 21 – 7 (7-0 7-7 7-0 0-0) | Black Panthers de Thonon |  |

| 12 febbraio 2012 | Molosses d'Asnières | 13 – 20 | Dauphins de Nice |  |

#### 3ª giornata
| 19 febbraio 2012 | Argonautes d'Aix-en-Provence | 9 – 23 (3-0 6-3 0-7 0-13) | Centaures de Grenoble |  |

#### 4ª giornata
| 25 febbraio 2012 | Flash de La Courneuve | 14 – 20 (0-7 7-7 0-6 7-0) | Spartiates d'Amiens |  |

| 25 febbraio 2012 | Dauphins de Nice | 20 – 12 | Argonautes d'Aix-en-Provence |  |

| 26 febbraio 2012 | Black Panthers de Thonon | 32 – 14 (12-7 13-7 0-0 7-0) | Centaures de Grenoble |  |

| 26 febbraio 2012 | Molosses d'Asnières | 42 – 0 (12-0 18-0 6-0 6-0) | Cougars de Saint-Ouen-l'Aumône |  |

#### 5ª giornata
| 4 marzo 2012 | Cougars de Saint-Ouen-l'Aumône | 0 – 19 (0-0 0-7 0-6 0-6) | Spartiates d'Amiens |  |

#### 6ª giornata
| 10 marzo 2012 | Argonautes d'Aix-en-Provence | 15 – 34 | Molosses d'Asnières |  |

| 10 marzo 2012 | Flash de La Courneuve | 9 – 13 (0-7 3-0 0-0 6-6) | Black Panthers de Thonon |  |

| 10 marzo 2012 | Dauphins de Nice | 7 – 25 (0-2 7-14 0-2 0-7) | Spartiates d'Amiens |  |

| 11 marzo 2012 | Centaures de Grenoble | 34 – 0 (0-0 21-3 6-0 7-7) | Cougars de Saint-Ouen-l'Aumône |  |

#### 7ª giornata
| 17 marzo 2012 | Flash de La Courneuve | 16 – 14 (3-7 6-0 0-0 7-7) | Centaures de Grenoble |  |

| 17 marzo 2012 | Spartiates d'Amiens | 40 – 15 (13-7 21-0 6-0 0-8) | Argonautes d'Aix-en-Provence |  |

#### 8ª giornata
| 24 marzo 2012 | Spartiates d'Amiens | 47 – 18 | Molosses d'Asnières |  |

| 24 marzo 2012 | Black Panthers de Thonon | 50 – 14 | Argonautes d'Aix-en-Provence |  |

| 25 marzo 2012 | Cougars de Saint-Ouen-l'Aumône | 0 – 14 (0-8 0-6 0-0 0-0) | Flash de La Courneuve |  |

| 25 marzo 2012 | Centaures de Grenoble | 21 – 33 (13-0 0-6 0-15 8-12) | Dauphins de Nice |  |

#### 9ª giornata
| 31 marzo 2012 | Black Panthers de Thonon | 42 – 28 (6-7 6-7 16-0 14-14) | Spartiates d'Amiens |  |

| 31 marzo 2012 | Flash de La Courneuve | 48 – 0 (0-0 20-0 6-0 22-0) | Argonautes d'Aix-en-Provence |  |

| 1º aprile 2012 | Cougars de Saint-Ouen-l'Aumône | 12 – 19 (0-7 10-0 0-6 2-6) | Dauphins de Nice |  |

| 1º aprile 2012 | Molosses d'Asnières | 20 – 26 (0-6 0-7 7-7 13-6) | Centaures de Grenoble |  |

#### 10ª giornata
| 14 aprile 2012 | Black Panthers de Thonon | 31 – 2 | Dauphins de Nice |  |

| 14 aprile 2012 | Flash de La Courneuve | 33 – 7 (7-0 7-0 0-7 19-0) | Cougars de Saint-Ouen-l'Aumône |  |

| 15 aprile 2012 | Molosses d'Asnières | 17 – 7 (7-0 7-0 0-0 3-7) | Spartiates d'Amiens |  |

| 15 aprile 2012 | Centaures de Grenoble | 26 – 22 | Argonautes d'Aix-en-Provence |  |

#### 11ª giornata
| 28 aprile 2012 | Black Panthers de Thonon | 28 – 21 | Molosses d'Asnières |  |

| 28 aprile 2012 | Argonautes d'Aix-en-Provence | 21 – 14 | Cougars de Saint-Ouen-l'Aumône |  |

| 28 aprile 2012 | Dauphins de Nice | 20 – 23 (7-7 0-7 7-0 6-9) | Flash de La Courneuve |  |

| 28 aprile 2012 | Spartiates d'Amiens | 28 – 0 | Centaures de Grenoble |  |

#### 12ª giornata
| 12 maggio 2012 | Argonautes d'Aix-en-Provence | 0 – 29 | Dauphins de Nice |  |

| 12 maggio 2012 | Spartiates d'Amiens | 21 – 26 (7-0 7-20 0-0 7-6) | Flash de La Courneuve |  |

| 13 maggio 2012 | Cougars de Saint-Ouen-l'Aumône | 7 – 27 | Molosses d'Asnières |  |

| 13 maggio 2012 | Centaures de Grenoble | 7 – 44 | Black Panthers de Thonon |  |

#### 13ª giornata
| 20 maggio 2012 | Molosses d'Asnières | 20 – 16 (0-7 6-3 0-0 14-6) | Flash de La Courneuve |  |

#### 14ª giornata
| 26 maggio 2012 | Argonautes d'Aix-en-Provence | 0 – 14 | Black Panthers de Thonon |  |

| 26 maggio 2012 | Dauphins de Nice | 19 – 14 | Centaures de Grenoble |  |

| 26 maggio 2012 | Spartiates d'Amiens | 32 – 0 | Cougars de Saint-Ouen-l'Aumône |  |

### Classifiche
Le classifiche della regular season sono le seguenti:
- PCT = percentuale di vittorie, G = partite giocate, V = partite vinte,  P = partite perse, PF = punti fatti, PS = punti subiti

#### Girone Nord
| Pos. | Squadra                        | PCT  | G  | V | N | P | PF  | PS  |
| ---- | ------------------------------ | ---- | -- | - | - | - | --- | --- |
| 1    | Spartiates d'Amiens            | .700 | 10 | 7 | 0 | 3 | 267 | 139 |
| 2    | Flash de La Courneuve          | .700 | 10 | 7 | 0 | 3 | 220 | 121 |
| 3    | Molosses d'Asnières            | .500 | 10 | 5 | 0 | 5 | 218 | 187 |
| 4    | Cougars de Saint-Ouen-l'Aumône | .100 | 10 | 1 | 0 | 9 | 71  | 248 |

#### Girone Sud
| Pos. | Squadra                      | PCT  | G  | V | N | P | PF  | PS  |
| ---- | ---------------------------- | ---- | -- | - | - | - | --- | --- |
| 1    | Black Panthers de Thonon     | .900 | 10 | 9 | 0 | 1 | 290 | 144 |
| 2    | Dauphins de Nice             | .600 | 10 | 6 | 0 | 4 | 197 | 180 |
| 3    | Centaures de Grenoble        | .400 | 10 | 4 | 0 | 6 | 179 | 233 |
| 4    | Argonautes d'Aix-en-Provence | .100 | 10 | 1 | 0 | 9 | 108 | 298 |

## Playoff e playout

### Tabellone
|  | Semifinali | Semifinali               | Semifinali |                     |    | XVIII Casque de Diamant  | XVIII Casque de Diamant | XVIII Casque de Diamant |  |
|  |            |                          |            |                     |    |                          |                         |                         |  |
|  | 1S         | Black Panthers de Thonon | 23         |                     |    |                          |                         |                         |  |
|  | 1S         | Black Panthers de Thonon | 23         |                     |    |                          |                         |                         |  |
|  | 2S         | Dauphins de Nice         | 14         |                     |    |                          |                         |                         |  |
|  | 2S         | Dauphins de Nice         | 14         |                     | 1S | Black Panthers de Thonon | 7                       |                         |  |
|  |            |                          |            |                     | 1S | Black Panthers de Thonon | 7                       |                         |  |
|  |            |                          | 1N         | Spartiates d'Amiens | 10 |                          |                         |                         |  |
|  | 1N         | Spartiates d'Amiens      | 1N         | Spartiates d'Amiens | 10 | 16                       |                         |                         |  |
|  | 1N         | Spartiates d'Amiens      |            |                     |    |                          |                         |                         |  |
|  | 2N         | Flash de La Courneuve    | 13         |                     |    |                          |                         |                         |  |

### Semifinali
| Amiens 9 giugno 2012 | Spartiates d'Amiens | 16 – 13 | Flash de La Courneuve |  |

| Thonon-les-Bains 10 giugno 2012 | Black Panthers de Thonon | 23 – 14 | Dauphins de Nice |  |

### Playout
| 9 giugno 2012 | Argonautes d'Aix-en-Provence | 0 – 16 | Kangourous de Pessac |  |

| 10 giugno 2012 | Cougars de Saint-Ouen-l'Aumône | 46 – 21 | Templiers d'Élancourt |  |

### XVIII Casque de Diamant
| Parigi 23 giugno 2012 | Black Panthers de Thonon | 7 – 10 | Spartiates d'Amiens | Stadio Sébastien Charléty |

## Verdetti
- Spartiates d'Amiens Campioni della Francia 2012 (3º titolo)
- Argonautes d'Aix-en-Provence retrocessi in Division 2